# 齊世英
齊世英（1899年10月4日—1987年8月8日），字鐵生，中華民國政治人物，原籍遼寧鐵嶺。

## 生平[1]
早年留學日本和德國。東京第一高等學校預科、金澤第四高等學校（現在金澤大學）卒業，曾進過京都帝國大學，海德堡大學肄業，工作以後還再到日本學軍事一段時間。1925年冬天，參與郭松齡倒戈奉系的軍事行動，失敗後躲進日本駐新民領事館接受庇護，後在日本駐瀋陽總領事吉田茂的幫助下取道朝鮮、日本返回天津，並於1926年在上海加入中國國民黨。九一八事變發生後，東北淪陷，齊世英秘密轉道神戶、海參崴、綏芬河到哈爾濱，聯絡徐箴、臧啟芳和周天放等地下工作人員，並到黑龍江臨時省會海倫與馬占山等會面。返回內地後，創辦東北協會，負責中央與東北地下抗日工作的聯繫及東北入關人員的安頓。
創辦國立東北中山中學（中華民國第一所國立中學）及《時與潮》雜誌，1947年行憲後於1948年1月當選遼寧省立法委員。
1949年到台灣，1954年在立法院反對台電漲價，遭國民黨以反對黨中央政策的理由開除黨籍。后長期支持和參與黨外運動。1960年5月，與雷震、高玉樹、夏濤聲、李萬居、許世賢、郭雨新共同籌組新的反對黨中國民主黨。
同年9月，中國民主黨遭蔣介石以《自由中國》冤案鎮壓，雷震等入獄，他倖免，晚年與李敖相過從。
晚年接受中央研究院近代史研究所訪問，有《齊世英先生訪問記錄》一書出版。

## 家庭
長子齊振一(1921~2016)曾任記者及多家報社的總編輯、長女齊邦媛是知名文學家。